# 西里京
西里京是砂拉越古晋省石隆门县的砂印边界小镇。 因其位置接近古晉，由古晉驅車至此僅一小時路程，故每逢週末和週日在此就有週末市場。由印尼人售賣當地土產和出產，價廉物美，深受歡迎。 風花雪月事業在週末亦不落人後。週間其他時間，此處商店門可羅雀，生意慘淡。

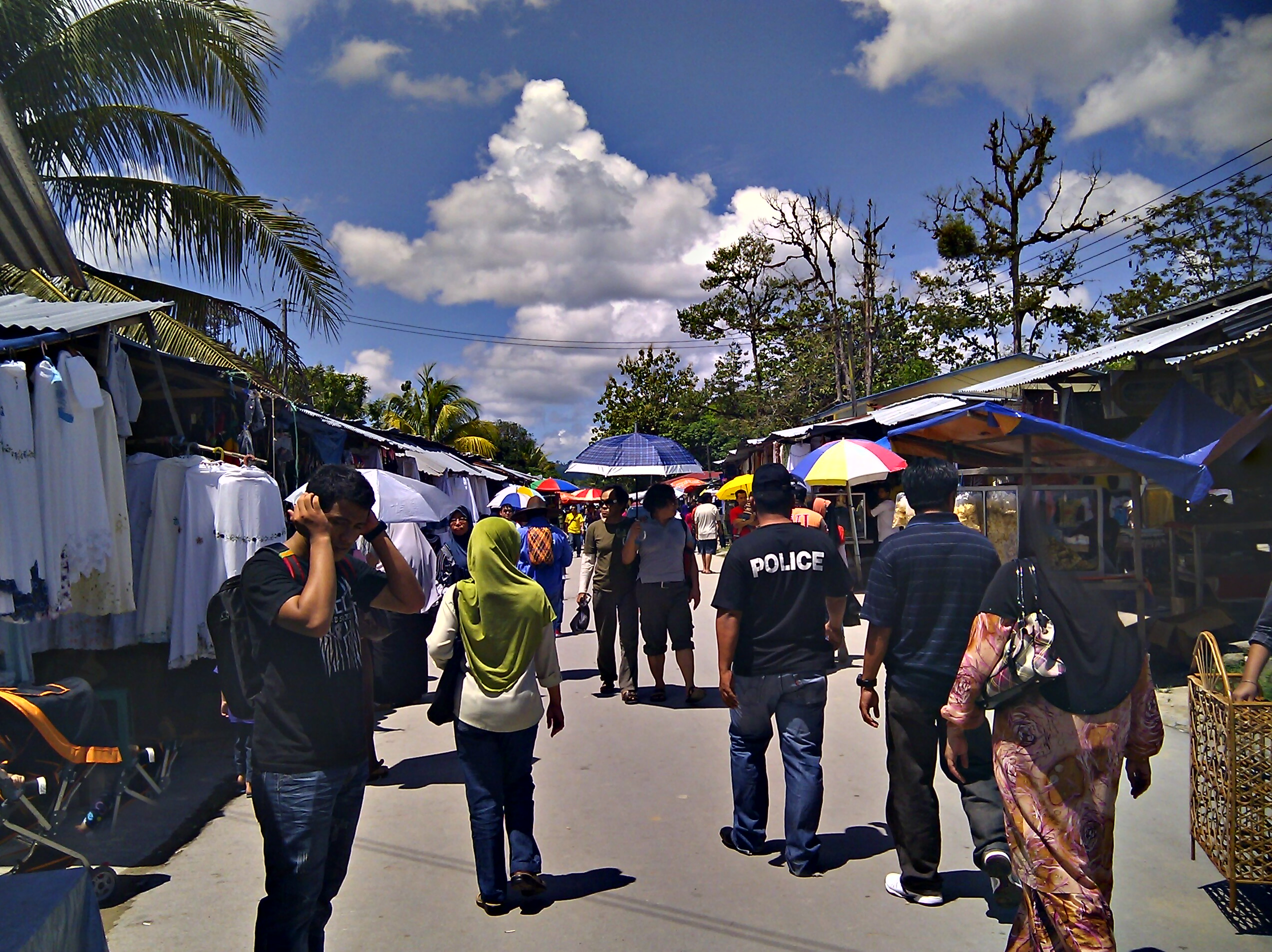
西里京的周末市场